# Buzet-sur-Tarn
Buzet-sur-Tarn [byzɛ syʁ taʁn] (okzitanisch: Buset de Tarn), bis 1881 nur Buzet, ist eine französische Gemeinde mit 2.847 Einwohnern (Stand: 1. Januar 2022) im Département Haute-Garonne in der Region Okzitanien (vor 2016: Midi-Pyrénées). Buzet-sur-Tarn gehört zum Arrondissement Toulouse und zum Kanton Villemur-sur-Tarn. Die Einwohner werden Buzétois(es) genannt.

## Geographie
Buzet-sur-Tarn liegt etwa 25 Kilometer nordöstlich von Toulouse am Tarn. Umgeben wird Buzet-sur-Tarn von den Nachbargemeinden Roquemaure im Norden, Mézens im Osten und Nordosten, Saint-Sulpice-la-Pointe im Osten, Roquesérière und Gémil im Süden, Paulhac im Westen sowie Bessières im Nordwesten.

## Name
Die Bedeutung des Ortsnamens ist nicht eindeutig geklärt. Im 5. Jahrhundert v. Chr. besiedelten die Tektosagen, ein Teilstamm der Volker, die Gegend. Demnach könnte buzet „Ellbogen“ bedeuten; tatsächlich weist der Tarn am Ort eine entsprechende Krümmung auf. Eine andere mögliche Namensherkunft ist das Wort bussetum, das in der gallorömischen Zeit „Wald“ bedeutete. Als wahrscheinlichster Ursprung gilt das Wort buse (dt.: Bussard); die maurischen Herren der Gegend im 5. Jahrhundert n. Chr. nutzten diese Vögel zur Jagd.
Der Namenszusatz "-sur-Tarn" stammt aus dem Jahr 1881.

## Geschichte

Der Tarn mit den Resten der alten Brückenpfeiler

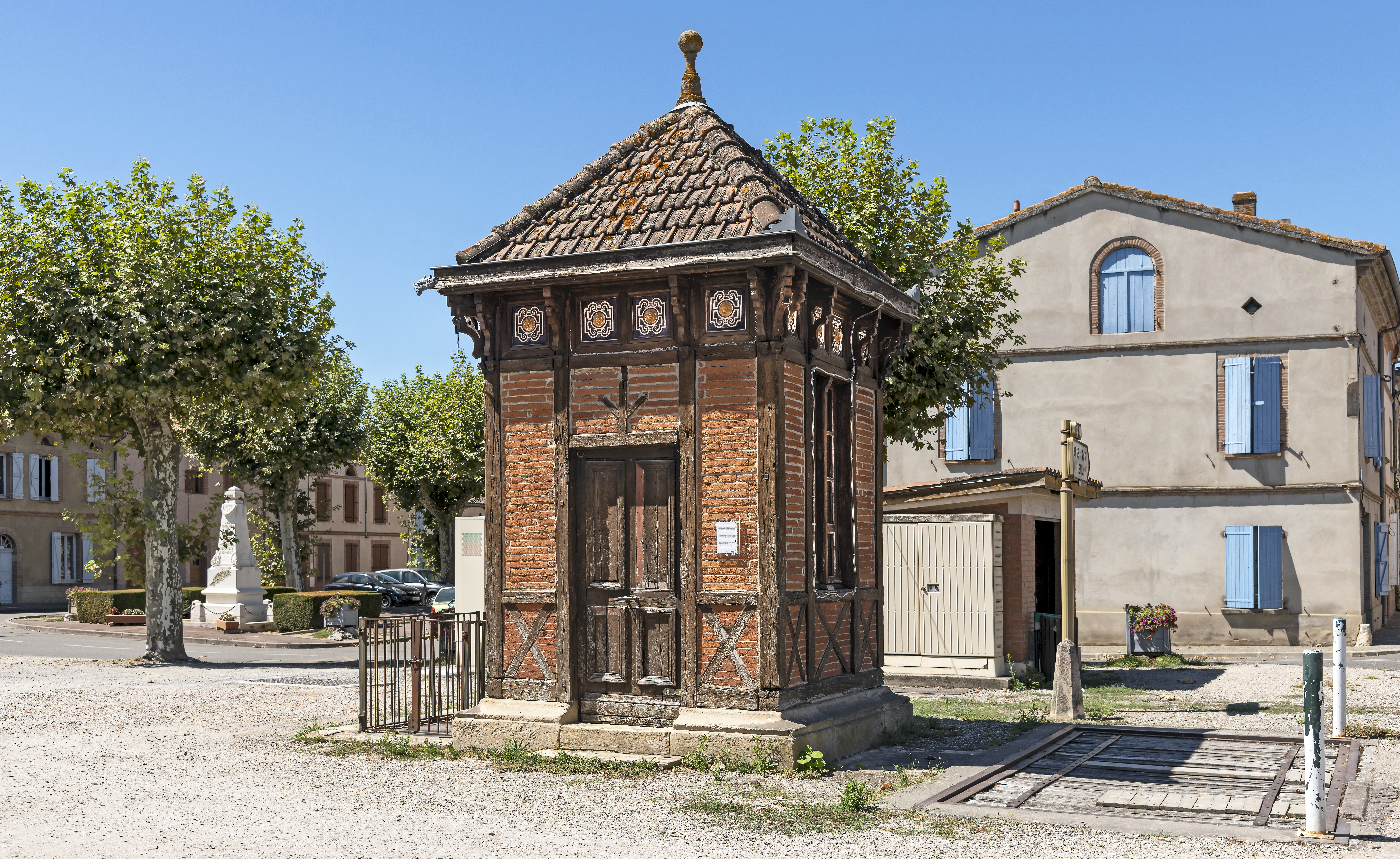
Öffentliche Waage

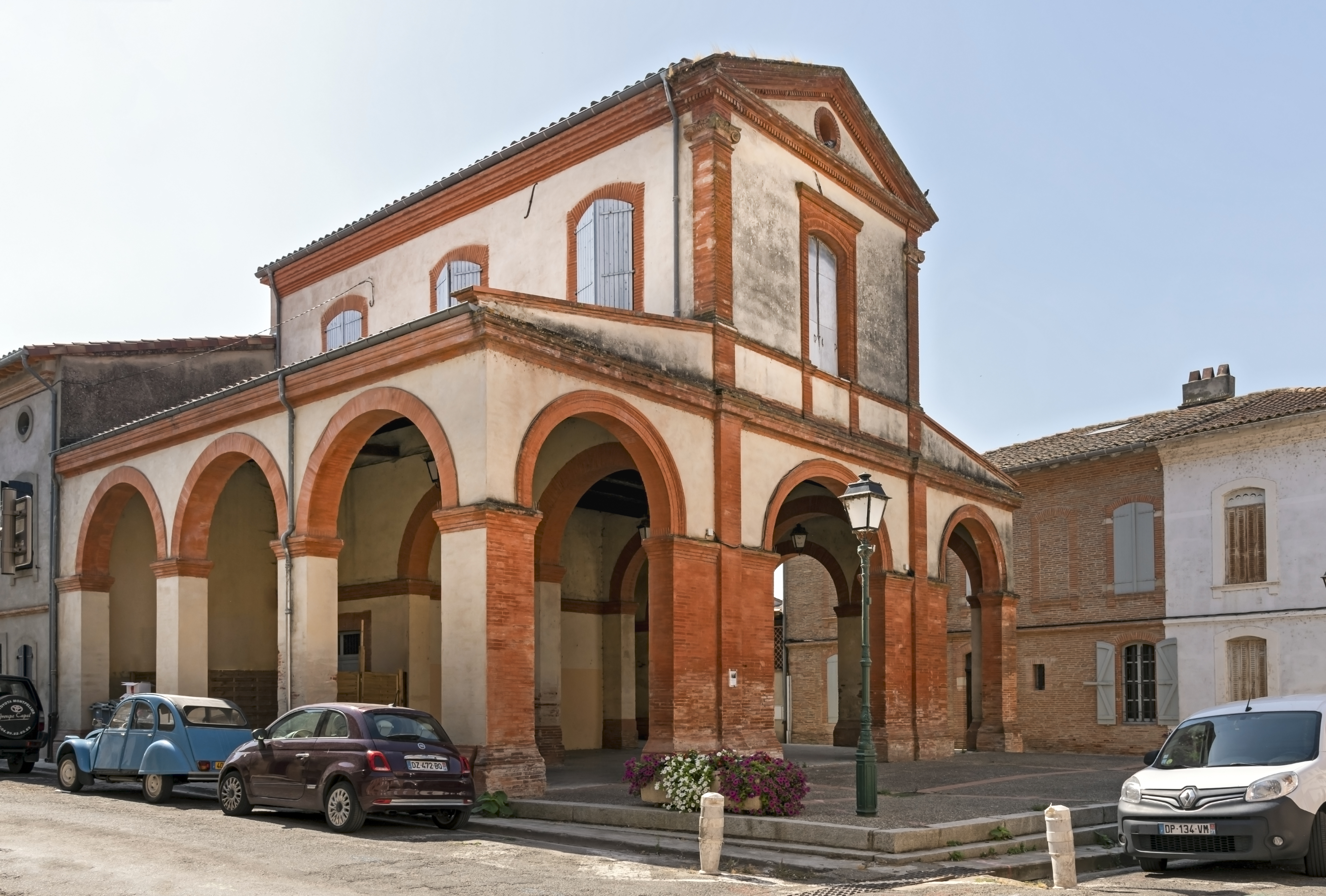
Markthalle

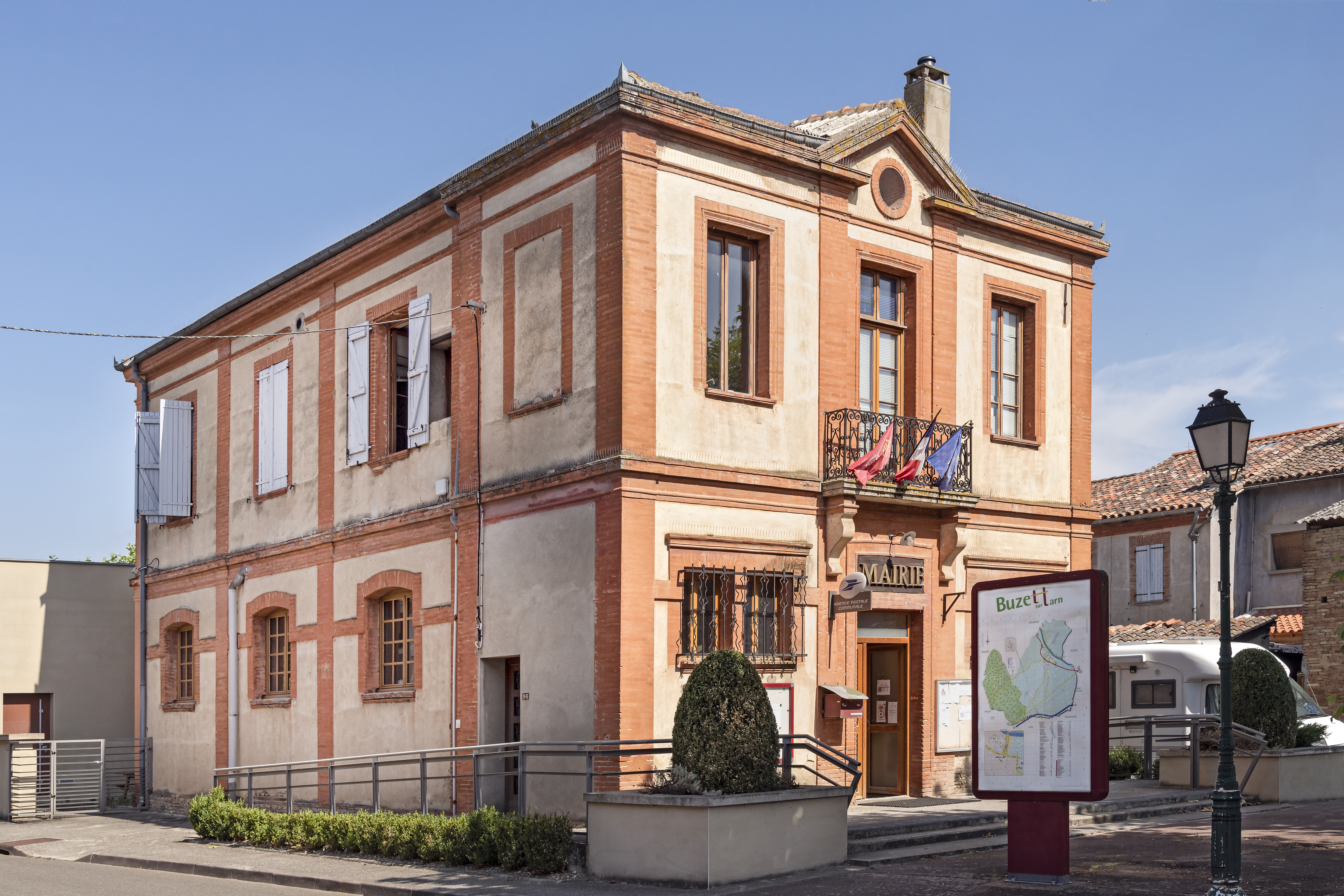
Rathaus (ehemalige Knabenschule)

Als Zeitpunkt der Gründung des Orts wird das Jahr 814 angenommen. Danach wurde er mehrfach geplündert und niedergebrannt. Im 11. Jahrhundert wurde das Dorf wiederaufgebaut. Das Kopialbuch des Saturninus von Toulouse erwähnt an der Stelle den Bau einer Brücke über den Tarn. Um diesen bedeutenden Übergang zu überwachen, erwarb Raimund VII. von Toulouse im Jahr 1235 den Ort von Pilfort de Rabastens. Er ließ ihn zu einer Bastide ausbauen und befestigen; in den folgenden Jahren errichtete er eine Burg und eine Kirche. 1241 gewährte er den Einwohnern eine Charte de coutumes, die jenen mehr Rechte einräumte als in der damaligen Zeit üblich war. Dazu gehörten der Anbau zahlreicher Pflanzenarten und die Viehzucht, der Betrieb von Windmühlen, das Fischen und die Jagd. Zudem durften Märkte abgehalten werden, die nicht überwacht wurden.
Buzet wurde Sitz der Burggrafschaft und einer der sechs Toulouser Gerichtsorte. Nördlich des Orts wurde in Conquès ein Kloster errichtet. Weil Raimund VII. 1249 ohne männlichen Erben starb, fiel Buzet als „Saisimentum“ an die französische Krone. Burgherr wurde Alfons von Poitiers, ein Bruder des Königs Ludwig IX. Als dieser 1271 zum Siebten Kreuzzug aufbrach, soll er seinen Schatz in der Burg von Buzet versteckt haben. Da Alfons nicht lebend zurückkehrte, ließ König Philipp III. nach dem Schatz suchen, der jedoch nie gefunden wurde.
Im Verlauf des Hundertjährigen Kriegs wurde Buzet von den Engländern besetzt, ihr König Eduard III. hielt sich Ende August 1344 im Ort auf. 1358, 1359 und 1360 wurde dieser dreimal von den Franzosen zurückerobert. 1382 belagerten aufständische Tuchiner Buzet, drei Jahre später wurde die Burg an die Engländer verkauft. 1418 wurden die mit den Engländern verbündeten Burgunder Herren fast des gesamten Languedoc – Buzet gehörte zu den wenigen Ausnahmen. Dort sollte Jean de Bonnay den für 1420 angekündigten Besuch des Dauphins und späteren Königs Karl VII. vorbereiten. 1439 überfielen die Écorcheurs unter der Führung von Rodrigue de Villandrando den Ort und geben ihn erst gegen eine Lösegeldzahlung von 3000 Gold-Écu wieder frei. 1444 wurde Buzet erneut geplündert.
Nach dem Ende des Hundertjährigen Kriegs erhielt Buzet 1463 erneut das Recht, Märkte abzuhalten. 1473 machte König Ludwig XI. die örtliche Burg zu einem Staatsgefängnis. In jenem Jahr wurde Jeanne de Foix, die Witwe des in seinem Auftrag ermordeten Jean IV. d’Armagnac, schwanger dorthin gebracht, wo sie zur Abtreibung gezwungen wurde und 1476 starb.
Im 17. Jahrhundert litt Buzet unter den Hugenottenkriegen. Am 11. April 1562, einem Ostersonntag, besetzten Protestanten Kirche und Burg und wurden vier Wochen später von katholischen Soldaten wieder vertrieben. Im Jahr darauf nahm ein Heer von 1500 Hugenotten unter Henri I. de Montmorency den Ort ein und verübte ein Massaker unter der Bevölkerung. 1572 fielen Calvinisten ein, zwei Jahre später eroberten die Katholiken den Ort zurück, ehe er 1596 für vier Jahre nochmals unter protestantische Herrschaft geriet.
Die Holzbrücke über den Tarn hatte im Lauf der Jahrhunderte zahlreiche Schäden erlitten, aber sogar einen Brand überstanden. 1739 wurde angeordnet, das Bauwerk abzureißen, da es in einem schlechten Zustand sei und bei Saint-Sulpice-la-Pointe ein neuer Übergang entstanden war. 1783 verschwand es endgültig, nur Fragmente der steinernen Pfeiler blieben erhalten. Der Tarn musste fortan auf einer Fähre überquert werden, der Ort verfiel in Apathie.
1771 verkaufte Ludwig XV. Burg und Ort an den General Roger Valentin de Clarac. Dieser erwies sich als tyrannischer Herrscher; er ließ Burg und Stadtmauer teilweise abreißen und ein neues Schloss bauen. Zu Beginn der Französischen Revolution floh er im Jahr 1789, kam aber 1791 zurück. Anfang Januar jenes Jahres legte die Bevölkerung in seinem Schloss Feuer, nahm den General auf der Flucht fest und zerstörte danach das Gebäude. De Clarac wurde nach Toulouse gebracht, von wo er jedoch entkommen konnte und über die Schweiz nach Italien floh. Sein Sohn Charles kehrte 1814 nach Frankreich zurück und erhielt von König Karl X. 136.288 Francs Entschädigung zugesprochen.
Während der Revolution erwies sich die Gemeinde als entschieden revolutionär und republikanisch gesinnt. In den Krieg gegen das konterrevolutionäre, katholische Spanien (Erster Koalitionskrieg) schickte Buzet 1793 mehr Soldaten als verlangt wurden. 1842 ließen zwei Unternehmer aus Agen eine neue Brücke errichten. Die Pont Seguin getaufte Hängebrücke überstand 1930 eine Hochwasserkatastrophe, sie zu überqueren erwies sich danach für Fahrzeuge aber als gefährlich. 1955 wurde sie daher durch das aktuelle Bauwerk an gleicher Stelle ersetzt.
1864 wurde im Gebäude des heutigen Rathauses eine Schule für Jungen eingerichtet, zehn Jahre später erhielt Buzet auch eine Mädchenschule. Anfang der 1870er Jahre wurden die Weinstöcke der Gegend von der Reblaus befallen, was zu einem Ende des Weinbaus führte. 1880 wurde ein kostenloser Grundschulunterricht und zwei Jahre später die Laizität an den Schulen eingeführt; letzteres führte zu heftigen Auseinandersetzungen mit den Religiösen, die schließlich 1890 eine konfessionelle katholische Schule gründeten. Bis in die Zeit nach dem Ersten Weltkrieg spaltete dieser Konflikt den Ort.
1881 wurde in Buzet ein Postamt eröffnet. Um Verwechslungen mit gleichnamigen Orten zu vermeiden, wünschte der Postdirektor des Departements Haute-Garonne einen unterscheidenden Namenszusatz. Der Gemeinderat einigte sich auf "-sur-Tarn" (am Tarn). Im selben Jahr ging die öffentliche Waage für das Wiegen von Getreide in Betrieb. 1882 erhielt der Ort eine Feuerlöschpumpe, unter dem langjährigen und umtriebigen Bürgermeister Théodore Parlange wurden die Markthalle und ein neues Rathaus errichtet; die Straßen erhielten eine Beleuchtung mit Gaslaternen.
Am 15. Dezember 1884 bekam Buzet einen Bahnhof an der von der Compagnie des chemins de fer du Midi gebauten Bahnstrecke von Montauban nach Saint-Sulpice-la-Pointe. Ende 1938 wurde der Personenverkehr wieder eingestellt, weshalb die empörten Einwohner Buzets den zuständigen Minister (und späteren Staatspräsidenten) Vincent Auriol mit einem Regen aus Tomaten empfingen. Der Güterverkehr der Bahn hielt sich bis in die 1960er Jahre. Er erwies sich als Motor der Industrialisierung. Zu den vorhandenen Gerbereien kam eine florierende Fabrik für Gerb- und Landmaschinen, die in der Zwischenkriegszeit aber der US-amerikanischen Konkurrenz nicht standhielt und geschlossen wurde.
Der Erste Weltkrieg forderte auch unter der örtlichen Bevölkerung zahlreiche Opfer. Für die Gefallenen wurde in der Ortsmitte an der Place de la Bascule ein Denkmal errichtet. Am 3. März 1930 trat der Tarn über die Ufer, das Hochwasser von 16,50 m setzte den Ort unter Wasser. 1931 wurde die öffentliche Wasserversorgung in Angriff genommen und daraufhin ein Wasserturm errichtet.
Während der deutschen Besetzung Frankreichs im Zweiten Weltkrieg wurden zahlreiche Männer und Frauen Opfer der Gestapo. Sie hatten einem 22-jährigen Mann vertraut, der sich als aus Deutschland entkommener Gefangener ausgab, in Wahrheit aber als Kollaborateur Informationen über die Résistance und ihre Sympathisanten sammelte. In der Nacht vom 5. auf den 6. Juli 1944 führte er die Gestapo und Mitglieder der SS-Division „Das Reich“ in den Ort. Um 3 Uhr nachts begannen die Razzien, an jenem Morgen wurden mit drei Männern der Bauernfamilie Porta die ersten Menschen umgebracht. Das Morden ging bis zum 17. August weiter, an jenem Tag wurden 54 Menschen, die man in Toulouse interniert hatte, im Wald bei Buzet erschossen und ihre Leichen verbrannt. Zwei Tage später wurde Toulouse befreit.
1955 wurde die neue Hängebrücke eingeweiht, die statt einer nun zwei Fahrspuren aufweist. In der zweiten Hälfte der 1960er Jahre wurden auf dem Gelände des einstigen Schlosses ein neues Schulzentrum und daneben Sportanlagen errichtet; das Rathaus wurde in die ehemalige Knabenschule verlegt.

## Bevölkerungsentwicklung
| 1962                      | 1968 | 1975 | 1982 | 1990 | 1999 | 2006 | 2018 |
| ------------------------- | ---- | ---- | ---- | ---- | ---- | ---- | ---- |
| 877                       | 945  | 1060 | 1278 | 1281 | 1410 | 1744 | 2819 |
| Quelle: Cassini und INSEE |      |      |      |      |      |      |      |

## Verkehr

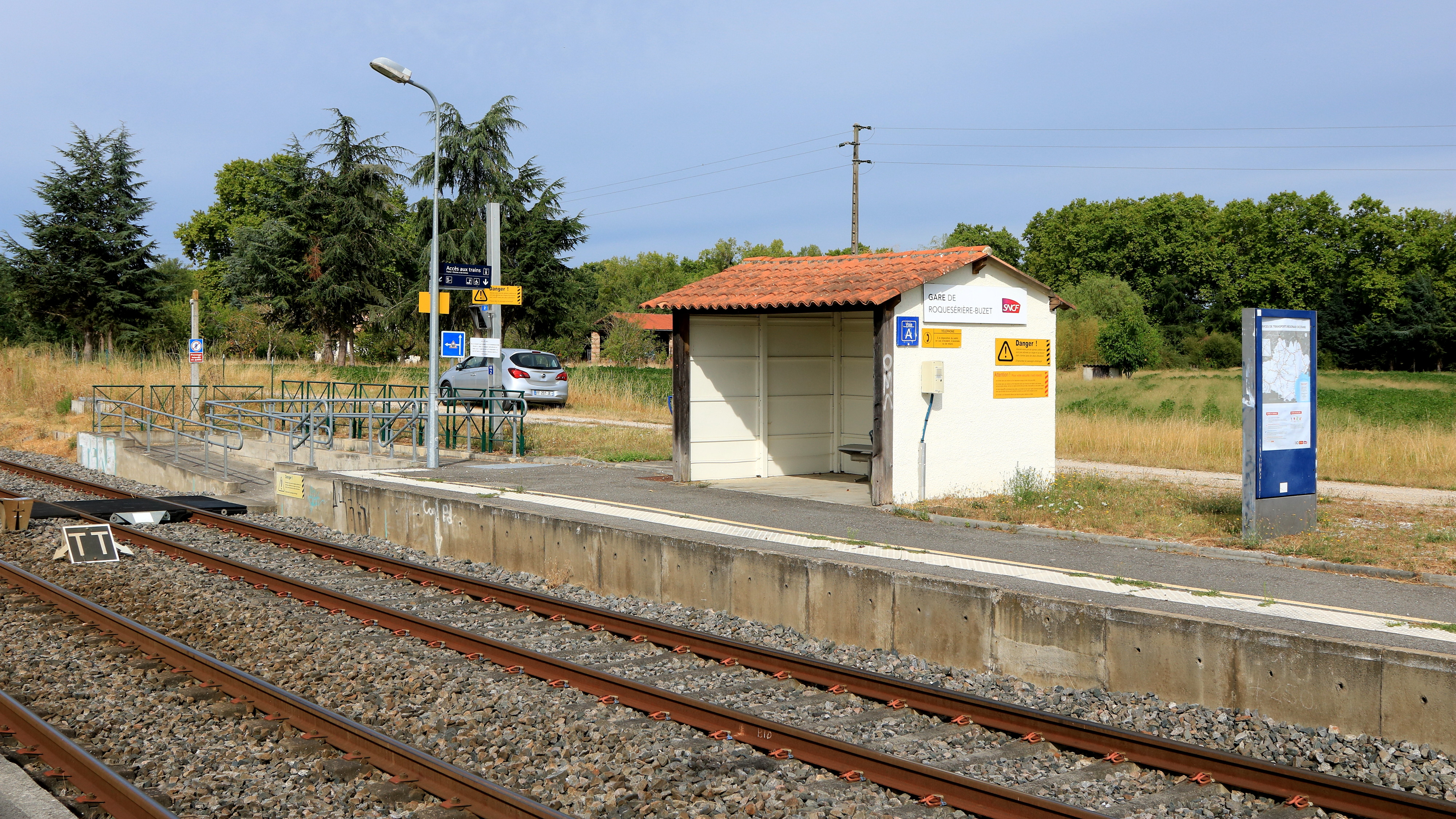
Bahnhof Roquesérière - Buzet

Den südlichen Rand der Gemeinde tangiert die Autobahn A 68, die über zwei Anschlussstellen erreichbar ist. In Nordsüdrichtung durchquert die Route départementale D 22 die Gemeinde, die sie kreuzende D 630 verbindet Buzet mit Montauban.
Nächste Bahnstation ist der Bahnhof Roquesérière - Buzet an der Bahnstrecke Brive-la-Gaillarde–Toulouse-Matabiau im Süden des Gemeindegebiets.

## Sehenswürdigkeiten
- Wehrkirche Saint-Martin (Monument historique)
- Brücke in Buzet über den Tarn aus dem Jahr 1955
- Gefallenendenkmal

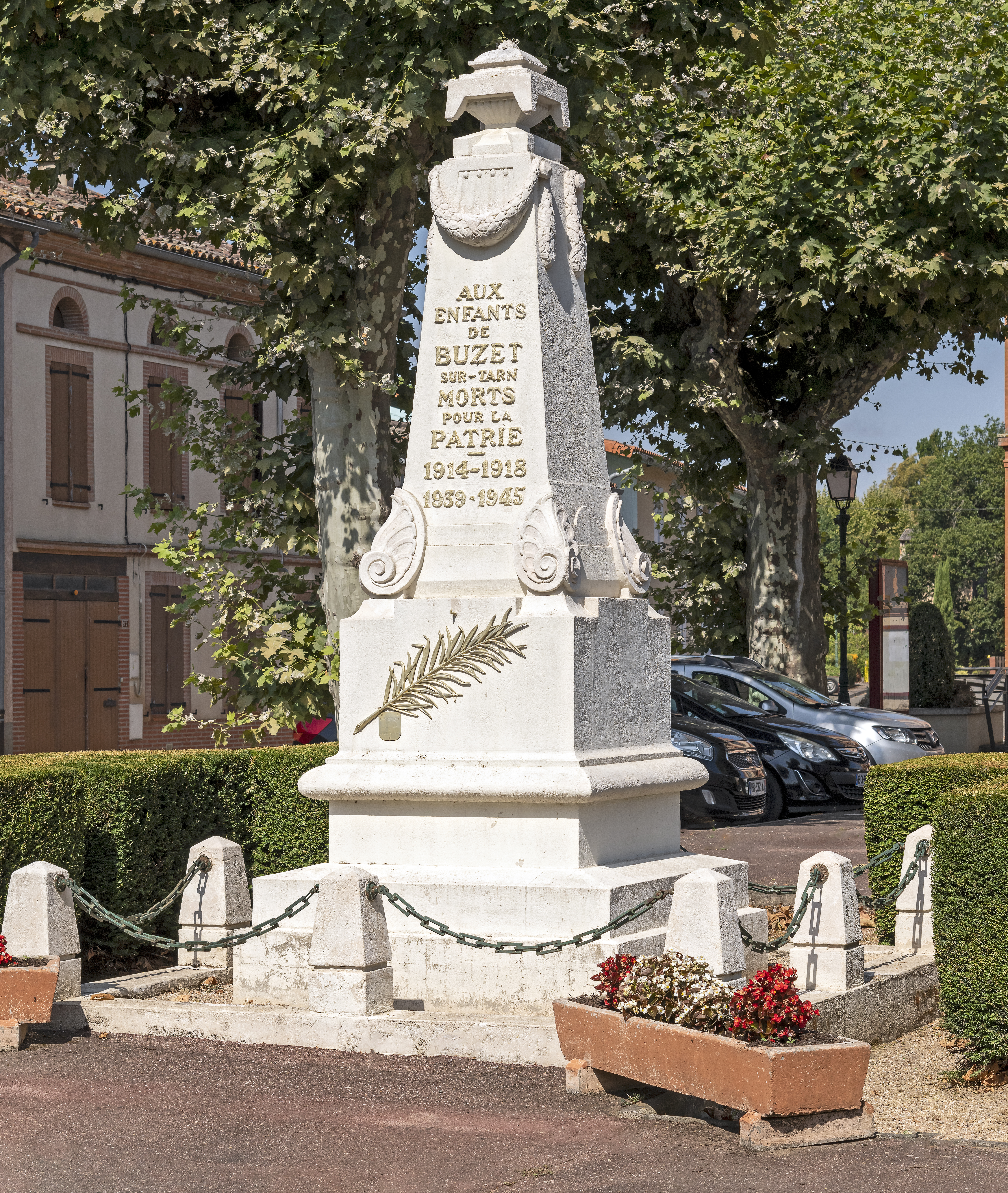
Denkmal für die Gefallenen der beiden Weltkriege
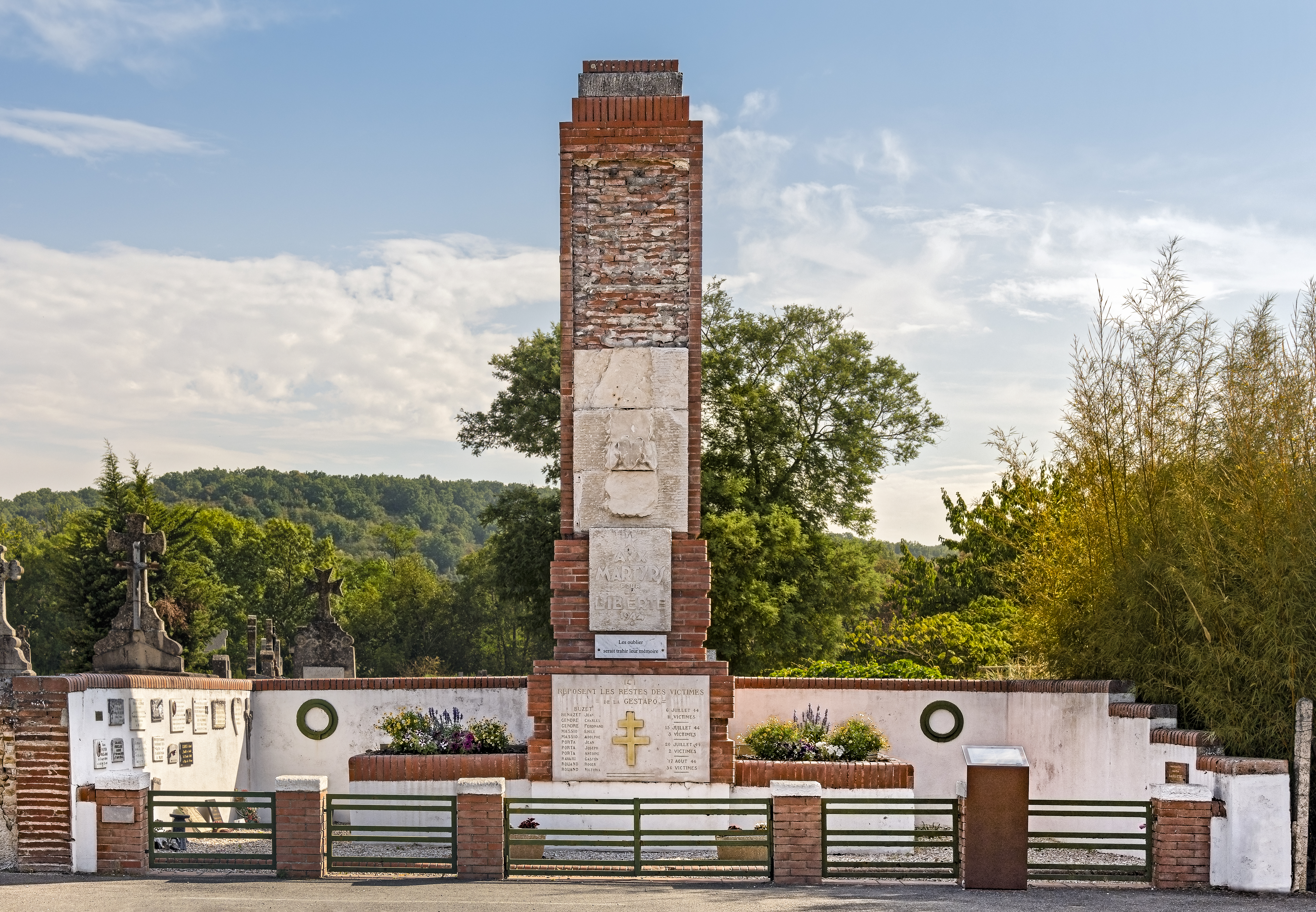
Denkmal für die Opfer der Gestapo
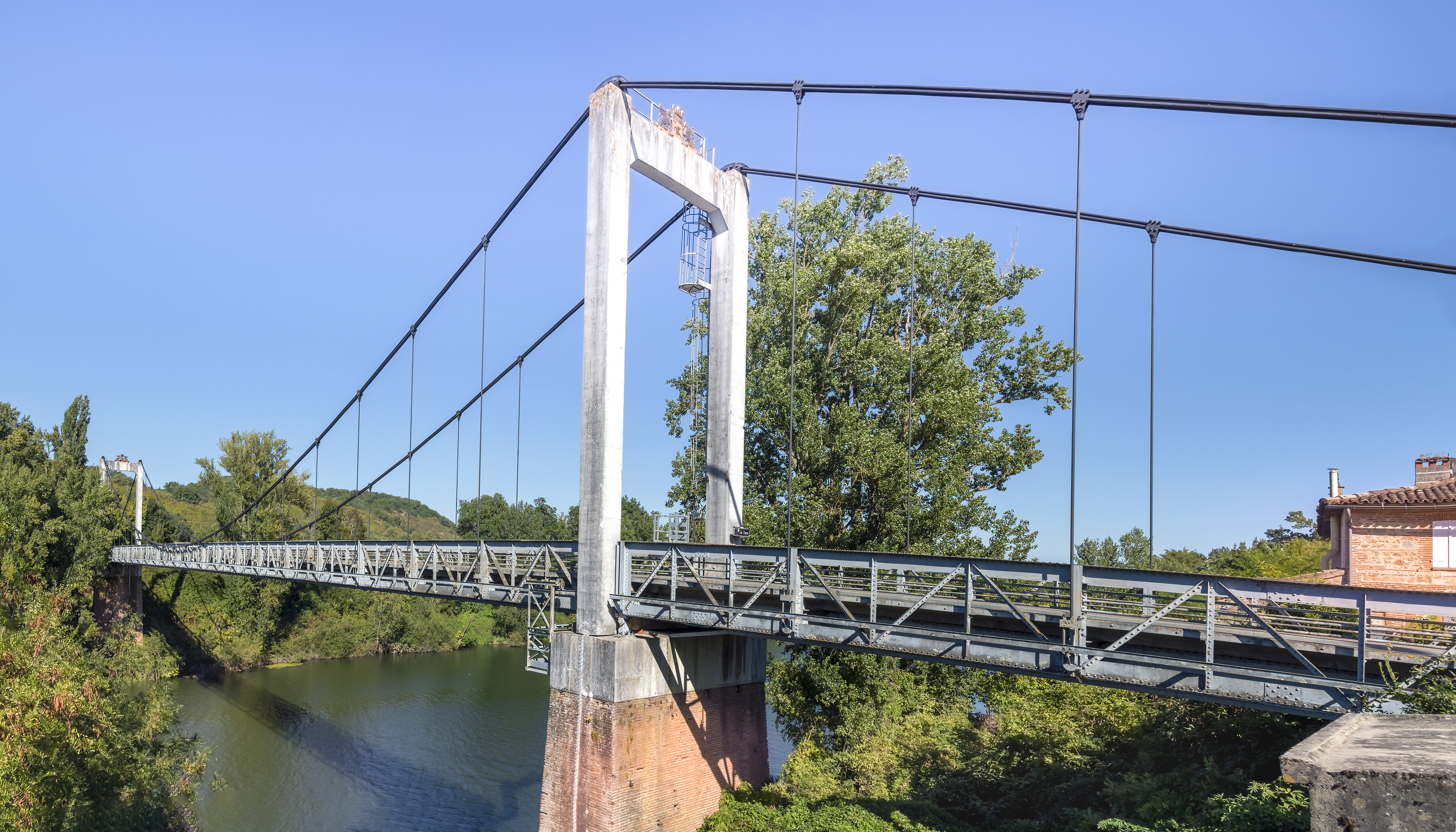
Hängebrücke aus dem Jahr 1955
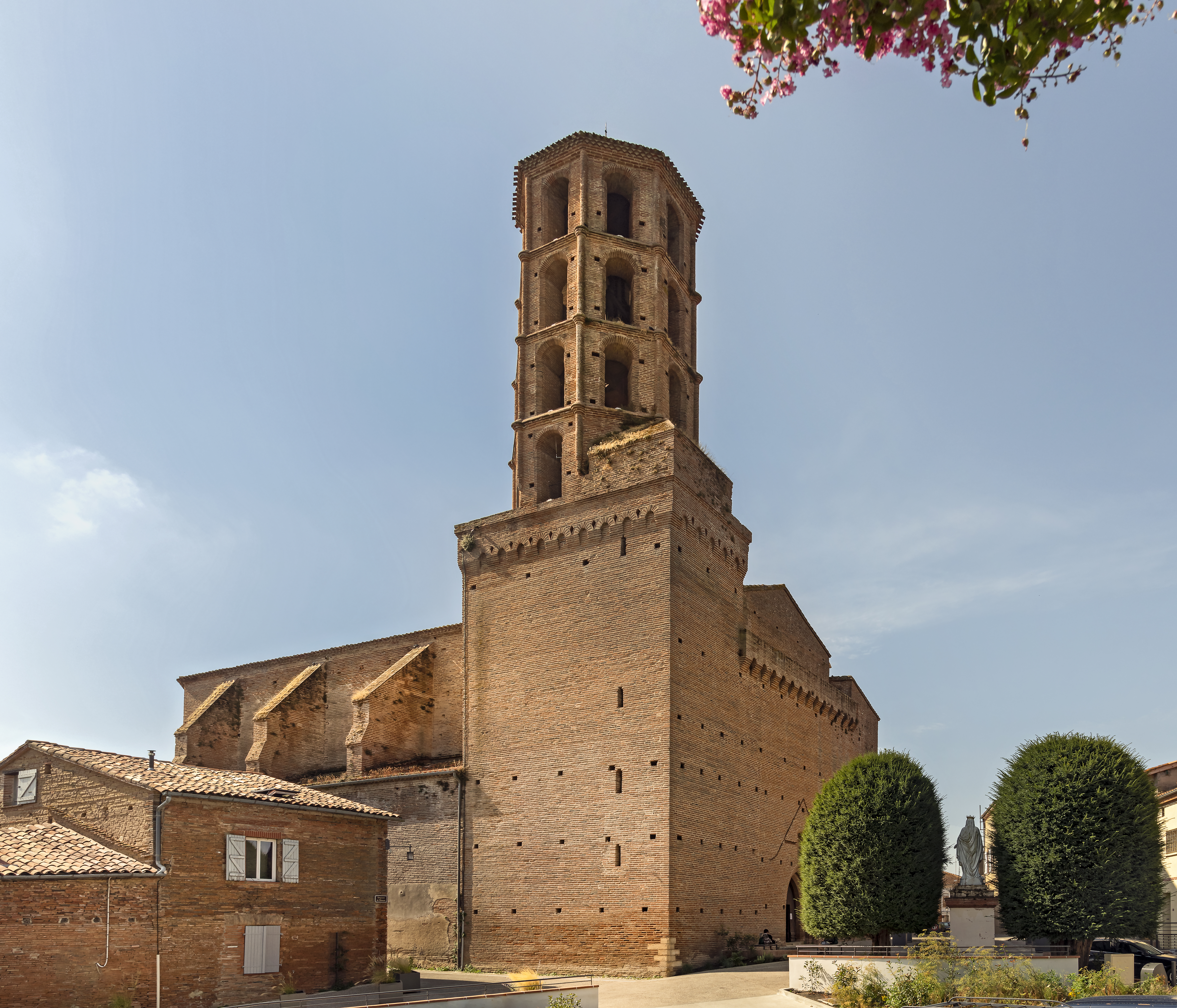
Kirche Saint-Martin